# Keoladeo-Nationalpark

Im Keoladeopark im November

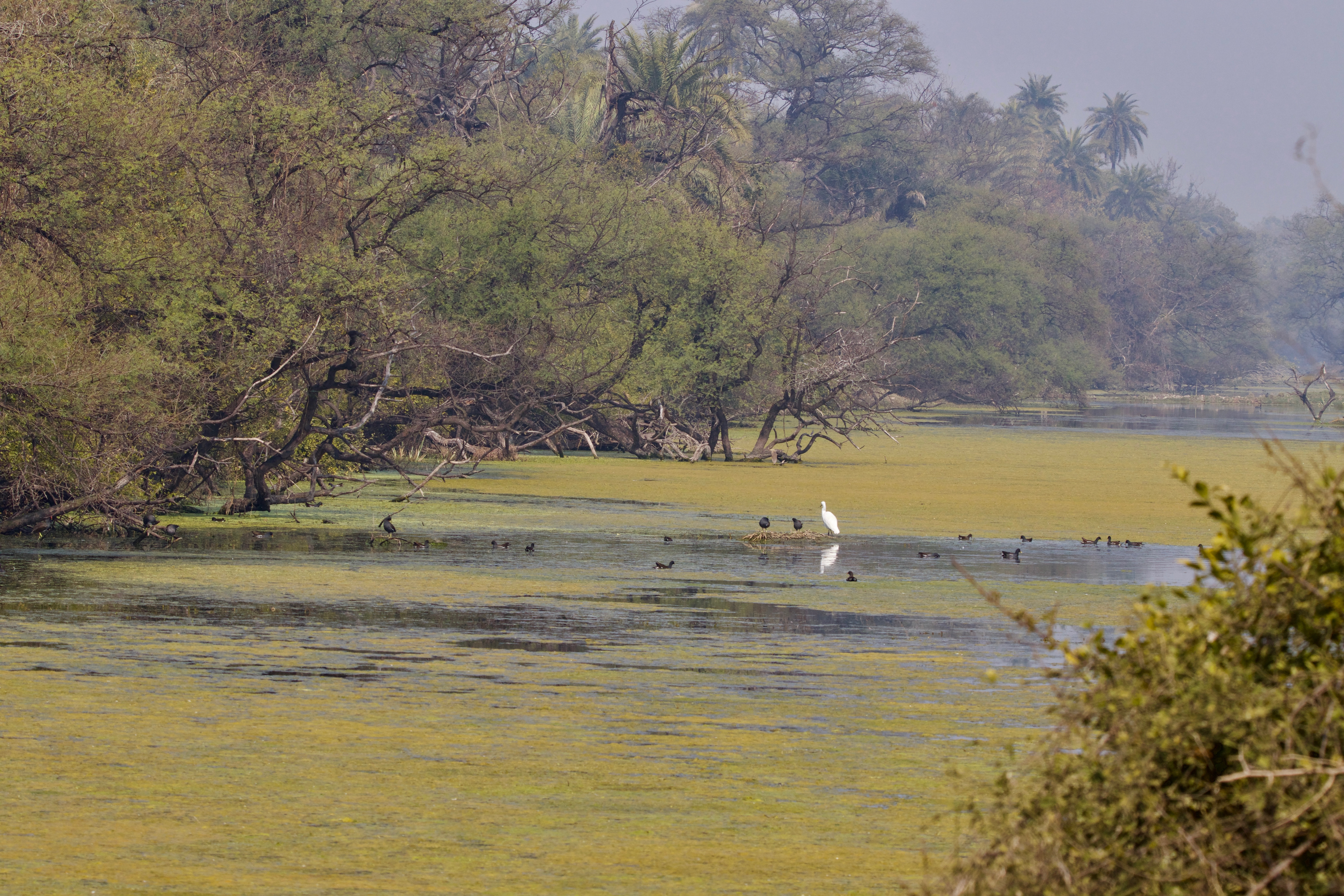
Der Park im Februar

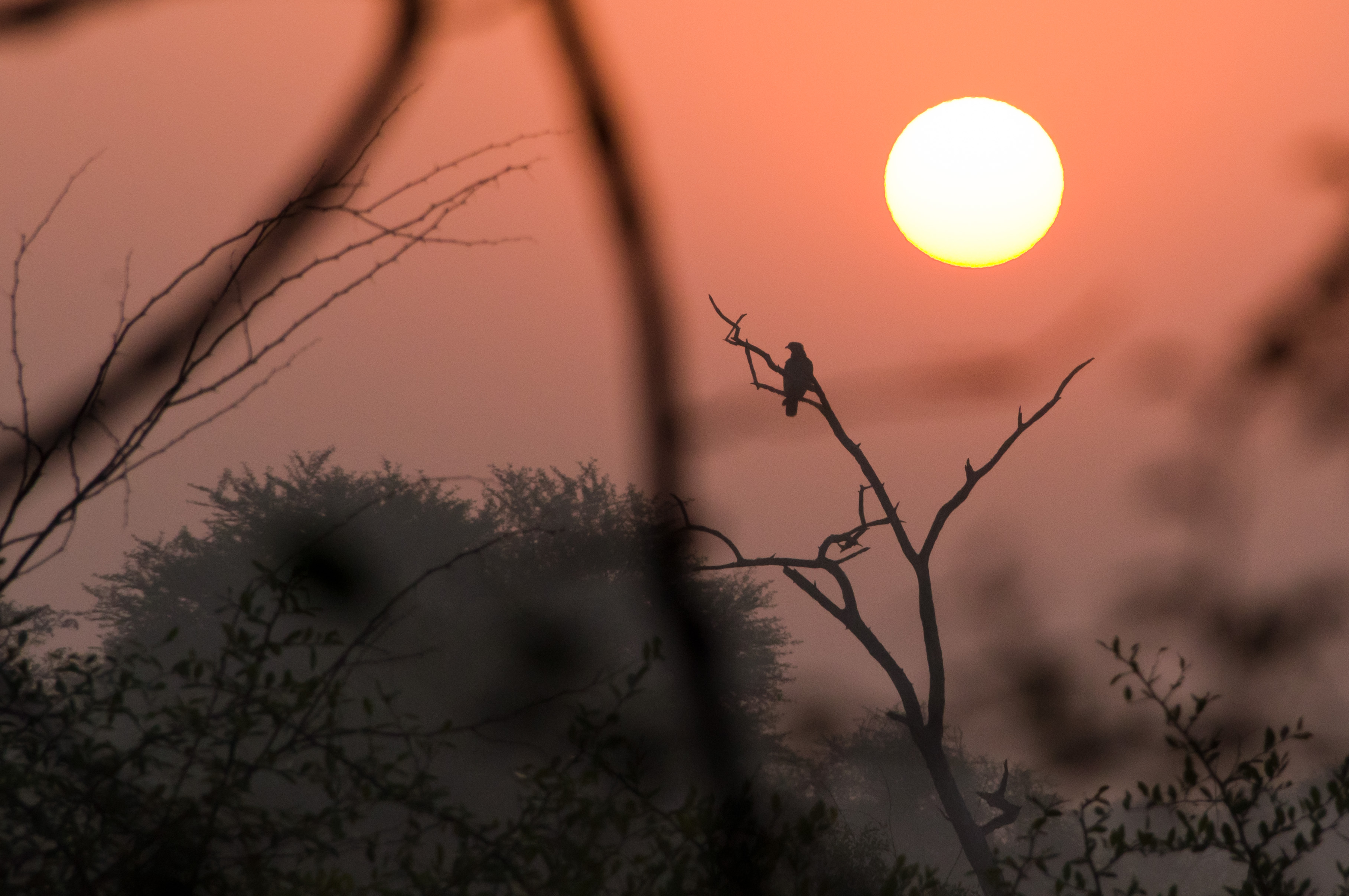
Sonnenaufgang im Nationalpark

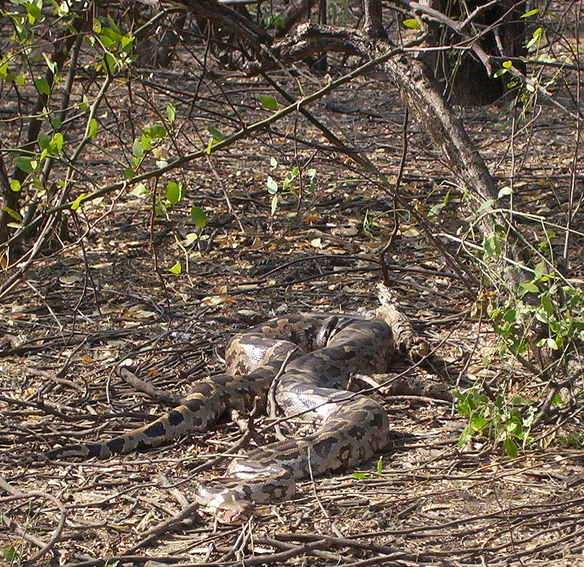
In der Vegetation gut getarnter, auf Beute lauernder Heller Tigerpython im Keoladeo-Nationalpark

Der Keoladeo-Nationalpark (Hindi केवलादेव राष्ट्रीय उद्यान IAST Kevalādeva rāṣṭrīya udyāna) ist ein Nationalpark im indischen Bundesstaat Rajasthan. Der seit 1982 bestehende Nationalpark umfasst knapp 29 km² und liegt 55 km westlich von Agra bei Bharatpur. Seit 1985 gehört er zum UNESCO-Weltnaturerbe.

## Geschichte
Keoladeo war ursprünglich das private Entenjagdrevier des Maharadschas von Bharatpur. In der Sumpflandschaft überwintern viele Wasservögel aus Afghanistan, Turkmenistan, China und Sibirien. Über 364 Vogelarten einschließlich des seltenen Nonnenkranichs wurden beobachtet. Das Ökosystem des Parks ist durch menschliche Maßnahmen entstanden. Die Stadt Bharatpur wurde regelmäßig während der Monsunzeit überschwemmt, bis 1760 der Ajan-Damm errichtet wurde. Durch das Abtragen des für den Dammbau verwendeten Erdreichs entstand eine Mulde, die sich mit Wasser füllte und zum flachen Keoladeo-See wurde. Ab etwa der Mitte des 19. Jahrhunderts wurde das Gebiet systematisch als Jagdrevier hergerichtet. Der flache See wurde mit Dämmen unterteilt. Mittels Schleusen ließ sich der Wasserstand auf dem gewünschten Niveau einstellen. Schießplätze, Verstecke und Wege wurden geschaffen. Keoladeo wurde zu einem der besten Entenjagdgebiete der Welt in dem sich indische Fürsten und hohe britische Kolonialbeamte mit der Jagd die Zeit vertrieben. Beispielsweise soll Lord Linlithgow, Vizekönig von Indien zwischen 1936 und 1943, hier einmal mit seiner Jagdgesellschaft mehr als 1000 Vögel erlegt haben.
Im unabhängigen Indien wurde das Gebiet im Jahr 1956 zum Vogelschutzgebiet (Bharatpur Bird Sanctuary, später Keoladeo Ghana Bird Sanctuary) erklärt. Die Maharadschas von Bharatpur behielten jedoch weiter bis zum Jahr 1972 das Jagdrecht. Im Jahr 1981 wurde das Schutzgebiet als Ramsar-Feuchtgebiet ausgewiesen und erhielt 1982 den Status eines Nationalparks. Auf der 9. Sitzung des UNESCO-Welterbekomitees vom 2. bis 6. Dezember 1985 in Paris wurde der Nationalpark in das UNESCO-Weltnaturerbe aufgenommen.

## Flora und Fauna
Über den größten Teil des Jahres macht die mit Wasser bedeckte Fläche nur wenige 1000 ha aus. Während der Regenzeit des Südwestmonsuns von Juli bis September steigt der Wasserstand bis zu einer durchschnittlichen Wassertiefe von 1 bis 2 Metern. In der Nach-Monsunzeit von Oktober bis Januar fällt der Wasserspiegel wieder und ab Februar beginnt das Gebiet auszutrocknen. Im Juni ist nur noch in einigen Vertiefungen Wasser zu finden. Wenn nicht Wasser systematisch über Kanäle zugeführt würde, und einzelne Bereiche durch Schleusen und Dämme feucht gehalten würden, wäre das Gebiet wesentlich trockener und die Biodiversität wäre wesentlich geringer.

### Fauna
Im heißen und über den größten Teil des Jahres trockenen Klima Rajasthans bildet der Park eine ständige grüne Oase. Die Vegetation besteht überwiegend aus Sträuchern und Büschen, sowie kleineren Bäumen, sowie tropischen Laubbäumen und Grasland. Der Park ist vollständig durch eine 32 km lange, zwei Meter hohe Steinmauer von der Umgebung abgetrennt.

### Vögel
Im Park wurden 364 Vogelarten beobachtet. Zu dem häufigsten Wasservögeln gehören Schnatterente, Löffelente, Krickente, Reiherente, Spießente, Löffler, Kleinscharbe, Kormorane, Buntstorch, Silberklaffschnabel, Schwarzkopfibis, Graupelikan, Schlangenhalsvögel, Flussuferläufer, Bruchwasserläufer, Waldwasserläufer und Kiebitz. Ein besonderer Gast war der Nonnenkranich, der weltweit nur drei Überwinterungsgebiete hat. Zur Wende vom 19. ins 20. Jahrhundert überwinterten Nonnenkraniche noch an mehreren Stellen im Gangesbecken. Mit zunehmender Ausbreitung der Landwirtschaft zogen sich die Nonnenkraniche immer mehr in dieses Marschland 60 Kilometer flussauf vom Taj Mahal zurück. 1964 überwinterten in Indien in der Nähe von Bharatpur noch 200 Exemplare. Knapp 10 Jahre später waren es nur noch 76. 2002 wurde das letzte Mal ein Nonnenkranich im Park beobachtet. Der Bestand gilt mittlerweile als ausgestorben.
An größeren anderen Tieren finden sich an unter anderem Sambar, Nilgauantilope, Axishirsch, Hirschziegenantilope, zwei Arten von Schleichkatzen, Pythons, sowie 36 Fischarten.

## Gefährdung
Nach der Einschreibung als UNESCO-Weltnaturerbe 1985 war der Nationalpark wiederholt Gegenstand von Erörterungen des Welterbe-Komitees. Problemfelder waren eine möglicherweise unzureichende Versorgung des Feuchtgebiets mit Wasser, bzw. eine ungenügende Wasserqualität, sowie die Ausbreitung invasiver Pflanzen-Spezies. Als invasive Spezies wurden Prosopis julifora, Eichhornia crassipes explizit genannt. Das Welterbe-Komitee empfahl 2008 eine Wasserzufuhr von minimal 550 Millionen Kubikfuß (15,57 Millionen m³) jährlich. Die indische Seite wurde vom Welterbe-Komitee wiederholt kritisiert, dass die Vergaben und Empfehlungen nicht eingehalten wurden und zu Berichten aufgefordert.

## Besuch des Parks
Die beste Jahreszeit für einen Besuch ist im Winter, das heißt zwischen November und Februar, wenn die überwinternden Zugvögel im Park sind.

## Dokumentarfilm
- Bharatpur – Vogelparadies der Maharadschas (1996), Regie: Jens-Uwe Heins und Holger Schulz